# Bernardo O'Higgins
Bernardo O’Higgins Riquelme (Chillán, 20. kolovoza 1778. – Lima, 24. listopada 1842.) je čileanski vođa i nacionalni heroj. Bio je predvodnik rata za nezavisnost Čilea od Španjolske, a kasnije je bio „Vrhovni diktator“ Čilea.
O’Higins je rođen kao nezakoniti sin Ambrosija O'Higginsa, rođenog Irca, španjolskog guvernera Čilea i vicekralja Perua. Studirao je u Španjolskoj i Engleskoj, a vratio se u Čile 1802. godine. Sudjelovao je u borbi za nezavisnost od Španjolske 1810. i 1813. godine. Postao je vojni zapovjednik. Nakon poraza 1814. s većinom svojih pristalica je pobjegao preko Anda u Argentinu. Tamo se pridružio revolucionaru Joséu de San Martínu, s kojim je porazio Španjolcee u veljači 1817. U presudnoj bitki kod Chacabuca predvodio je juriš konjice. Proglasio je nezavisnost Čilea, 12. veljače 1818.
Vladao je Čileom kao diktator. Pokušao je liberalizirati državu, ali je zbog svoje snošljivosti prema protestantima navukao bijes svećenstva. Također je bio u sukobu sa zemljoposjednicima, jer je pokušao promjeniti zakone koji su štitili njihove privilegije. Zbačen je 1823., te odlazi u Peru gdje je i umro.

## Vanjske poveznice
|  | Zajednički poslužitelj ima još gradiva o temi Bernardo O'Higgins |

- Bernardo O'Higgins website